# Reynard Butler
Pour les articles homonymes, voir Butler.
Reynard Butler (né le 3 avril 1989 à East London) est un coureur cycliste sud-africain.

## Palmarès

### Palmarès sur route
- 2010
  - 9e étape du Tour de Luzon
  - 2e du championnat d'Afrique du Sud sur route espoirs
- 2013
  - Kumba Iron Ore Classic
- 2014
  - Tour Durban
- 2015
  -  Médaillé d'or du contre-la-montre par équipes des Jeux africains (avec Hendrik Kruger, Shaun-Nick Bester et Gustav Basson)
  - PMB Road Classic
  -  Médaillé d'argent de la course en ligne des Jeux africains
- 2016
  - Dis-Chem Ride for Sight
  - National Classic Cycle Race
  - 4e étape du Tour de Bonne-Espérance
  - 3e et 5e étapes du Tour Zeles Zenawi
- 2017
  - 3e étape du Mpumalanga Tour
  - Khemani Road Classic
- 2018
  - Ride for Sight
  - Berg en Dale Classic
  - Emperors Palace Classic
  - 3e étape du Tour de Limpopo (contre-la-montre par équipes)
  - 5e étape du Lowveld Tour
  - Lost City Classic
  - National Classic Cycle Race
- 2019
  - 4e étape du Tour de Chine II
- 2022
  - Herald Cycle Tour

### Classements mondiaux
| Année           | 2010 | 2011 | 2012 | 2013 | 2014 | 2015 | 2016 |
| --------------- | ---- | ---- | ---- | ---- | ---- | ---- | ---- |
| UCI Africa Tour | 156e |      |      |      |      | 31e  | 147e |

### Palmarès sur piste
- 2016
  -  Champion d'Afrique du Sud de poursuite par équipes (avec Nolan Hoffman, David Maree et Morne van Niekerk)